# Японско море
Японско море (на японски: 日本海 нихонкай; на корейски: 동해 тонхе – „източно море“; в КНДР известно като на корейски: 조선동해, 朝鮮東海 чосон-тонхе – „Източнокорейско море“; на руски: Японское море) е полузатворено море на Тихия океан, разположено е между континента Азия и неговия Корейски полуостров на запад и веригата острови Сахалин, Хокайдо и Хоншу на изток и югоизток. Мие бреговете на Русия на северозапад и североизток, КНДР и Южна Корея на запад и Япония на изток и югоизток. Дължина на бреговата линия 7600 km, от които 3240 km за Русия.

## Общи сведения
На юг чрез Корейския проток Японско море се свързва с Източнокитайско и Жълто море, на изток чрез протока Цугару (Сангарски проток) – с Тихия океан, а на север и североизток чрез протоците Невелски и Лаперуз – с Охотско море. Дължина от север на юг 2255 km, максимална ширина около 1070 km. Площ 1062 хил.km2, средна дълбочина 1536 m, обем 1630 хил.km3 (по други данни, 978 хил.km2, 1750 m, 1713 хил.km3 съответно). Бреговата му линия е слабо разчленена, като преобладават предимно високите и стръмни брегове. Най-големите заливи са Петър Велики, Източнокорейски, Исикари (на остров Хокайдо), Тояма и Вакаса (на остров Хоншу). Големи острови няма, като всички острови (освен Улиндо) се намират близо до бреговете му (Ребун, Рисири, Окусири, Садо, Оки и др.). Притокът на речна вода в морето е незначителен, като най-голямата река вливаща се в него е Тумъндзян.

## Релеф и геоложки строеж на дъното
В релефа на дъното на Японско море се открояват: шелф, континентален склон, дълбоководни котловини и подводни възвишения. Дълбоководната котловина се разделя от подводните възвишения Ямато, Кита-Оки и Оки на 3 отделни падини – Централна (максимална дълбочина 3699 m), Хоншу (3063 m) и Цушимска (2300 m).
Земната кора под дълбоководните падини е субокеанска с мощност от 8 до 12 km и се състои основно от 2 слоя – седиментен (1,5 – 2,5 km) и „базалтов“. Под възвишенията се разполага земна кора от континентален тип с мощност от 18 до 22 km. Вероятно, падините в Японско море са се образували през кайнозоя или в горната креда по пътя на движението на континенталните блокове и отделянето им от континента или в процеса на потъване и базификация на континенталната кора, като по този начин то е реликтово море на Тихия океан. Съвременното развитие на котловините в морето е във връзка с активния стадий на геосинклиналния процес, съпровождащ се с вулканизъм и сеизмичност на морското дъно. Основните полезни изкопаеми от нефт, газ, злато и каситерит са разположени в зоната на шелфа.

## Климат
Климатът е умерен, мусонен. През зимата господства северозападния мусон, пренасящ студен и сух въздух от Азия със скорост на вятъра 5 – 12 м/сек. През лятото преобладават слабите и неустойчивите ветрове на югоизточния мусон, с които постъпва топъл и влажен въздух от океана, а силата на вятъра намалява до 4 м/сек. От май до октомври над морето преминават тайфуни. Те са особено чести и с голяма сила в югоизточните му части, където тяхната повторяемост от юли до септември е 1 – 2 тайфуна на месец. Средната температура на въздуха през февруари е от –15 °C на север до 6 °C на юг, а през август от 17 °C до 25 °C съответно. Годишната сума на валежите се увеличава от 310 – 500 mm на северозапад до 1500 – 2000 mm на югоизток. През пролетта и лятото често явление са мъглите.

## Хидроложки режим

### Водни течения
Повърхностният воден слой, образуван от постъпващите в морето тихоокеански води, обхващат дълбочини до 150 – 200 m. В тях се образува основния циклонален кръговрат на водата. От юг през Корейския проток навлиза топлото Цушимско течение, което следвайки в северно направление през източните части на морето, дава разклонения през протоците в Тихия океан и Охотско море. В Татарския проток на север Цушимското течение се отклонява на запад, а след това на юг и преминава в студеното Приморско течение, следвайки на юг през западната част на морето. В южните му части то се отклонява на изток и затваря кръговрата на водата в направление обратно на часовниковата стрелка. През зимата това студено течение дава слабо отклонение в Корейския проток. Между северните и южните потоци от повърхностни води в централната част на Японско море се образуват няколко вторични кръговрата със същото направление.

### Воден баланс
Годишният воден баланс на Японско море се образува основно за сметка на прихода на вода през Корейския проток чрез Цушимското течение (52,2 хил.km3) и разхода през протоците Цугару (34,61 хил.km3) и Лаперуз (10,38 хил.km3). Валежите, речния приток и изпарението играят второстепенна рола във водния баланс на морето.

### Температура и соленост на водата
Температурата на повърхностния слой на водата през зимата се изменя от –1,3 до 0 °C на север и северозапад до 11 – 12 °C на юг и югоизток. През лятото температурата се изменя от 17 °C на север до 26 °C на юг, като и през зимата и през лятото източната му част е с 2 – 3 °C по-топла от западната. Солеността на изток е 34,1 – 34,8‰, на запад – 33,7 – 33,9‰, а на север в отделни райони се понижава до 27,5‰. Плътността на водата (в г/см3) през зимата на север е 1,0270, на юг 1,0255, а през лятото съответно 1,0253 и 1,0215.

### Ледови явления
В северните части ледовите явления започват през ноември и в затворените заливи по западното крайбрежие ледовете се задържат до края на март или началото на април, а в заливите по северното крайбрежие – до май. Най-голямо разпространение плаващите ледове достигат през февруари, когато тяхната южна граница преминава приблизително по северозападния бряг на остров Хокайдо и бреговете на континента до 42°с.ш.

### Вълнение, приливи и отливи, други хидроложки показатели
Вълнението в Японско море е предимно слабо. Повторяемостта на вълнение със сила от 1 до 3 бала съставлява 64% през зимата и до 79% през лятото, а със сила над 6 бала съответно 9 – 11% и до 3%. Подобно на Средиземно море, то има слаби приливи и отливи, поради почти пълната си затвореност от Тихия океан. В откритите му части приливите са смесени с амплитуда до 0,5 m. В Татарския проток те са предимно полуденонщни с амплитуда до 2,3 m. Цветът на водата е от син до синьо-зелен. Прозрачността е над 10 m. Дълбоководните води се формират в резултат на трансформацията на повърхностните води при есенно-зимното им охлаждане в северните му части и спускайки се по континенталния склон запълват всички дълбочини под 150 – 200 m. Те се характеризират с голяма еднородност на физическите си характеристики. Температурата на дълбоководните води през зимата е 0,1 – 0,2 °C, през лятото 0,3 – 0,5 °C, соленост 34,01 – 34,15‰, плътност 1,0273 – 1,0274 г/см3. Характерна особеност на водите на Японско море е високото относително съдържание на разтворен кислород във всичките му слоеве, като на повърхността то е около 95%, а на дълбочина 3000 m около 70%.

## Растителен и животински свят
В Японско море обитават над 800 вида растения и над 3,5 хил. видове животни, в т.ч. над 900 вида ракообразни, около 1000 вида риби, 26 вида бозайници. Крайбрежните райони се характеризират с висока продуктивност с биомаса до няколко kg/m3. От дънните растения най-разпространени са зостер и филоспадикс, кафяви (ламинариеви, фукусови, саргасови и др.) и червени водорасли (анфелция и др.). Сред ценните животни са: ракообразни – скариди и крабове, мекотели – стриди, миди, сепии, калмари и др.; иглокожи – морска краставица; риби – камбала, селда, сайра, треска, скумрия и др. Поради сравнително плитките протоци, свързващи Японско море с океана в него няма океанска дълбоководна фауна, като големите дълбочини са заселени с вторични дълбоководни видове с местен произход.

## Стопанско значение
В японско море се извършва интензивен промишлен добив на риба, крабове, морски краставици, водорасли и др. По бреговете му са разположени големи предприятия на рибната промишленост. Морето има и голямо транспортно значение. През него преминават пътища свързващи страните по бреговете му с всички световни морски пристанища. Силно са развити и местните каботажни дестинации. Основни пристанища са: Владивосток, Находка, Ванино, Советская Гаван, Александровск Сахалински, Холмск (Русия); Ниигата, Цуруга, Майдзуру (Япония); Вонсан, Хиннам, Чхонджин (Северна Корея).

## Историческа справка
През 18 век европейците наричали морето Татарско море. Те считали, че там живеят татари. Първият европеец плавал в Японско море, е френският мореплавател Жан Франсоа Лаперуз, който картира грубо западното му крайбрежие за първи път. На негово име е наречен протокът Лаперуз между островите Сахалин и Хокайдо. През 1806 г. първото грубо картиране на източните му брегове и извършено от първия руски околосветски мореплавател Иван Крузенщерн. Важно значение имало откриването през 1849 г. на протока Невелски, свързващ Японско и Охотско море от експедицията ръководена от руския морския капитан Генадий Невелски, която извършила и първото картиране на северните части на Татарския проток. През 1850-те и 1860-те години детайлно са заснети и картирани целите западни брегове на морето от руски морски топографи.
През 1880 г. започва работа постоянна Хидрографска експедиция, обезпечила съставянето на точни навигационни карти на морето. Едновременно с хидрографските дейности се извършват наблюдения над температурата на водата и повърхностните течения. Тези материали били обобщени през 1894 г. от руския геолог и зоолог Леополд Ивановч Шренк (1826 – 1894) в труда си „О течениях Охотского, Японского и смежных с ними морей“. Началото на дълбоководните наблюдения е положено от руския хидрограф и бъдещ адмирал Степан Макаров, който по време на експедицията на корвета „Витяз“ (1886 – 89) първи установил циклоналния характер и циркулацията на повърхностните му води. Почти по същото време започва и изучаването на биологията на морето: руският ихтиолог Владимир Константинович Бражников (1870 – 1921) през 1899 – 1902 г, руският зоолог и ихтиолог Пьотър Юриевич Шмид (1872 – 1949) през 1903 – 04 г. и др. През 1920-те години в изследванията на Японско море участват Морската обсерватория, Държавния хидроложки институт, Тихоокеанската биологическа станция и др. През 1930-те години за систематичното наблюдение на морето са били установени стандартни разрези за повторни ежeмесечни хидроложки наблюдения. В края на 1940-те години и след това със стандартни разрези е било покрито практически цялото море. По това време към изследванията на Японско море се присъединяват Тихоокеанското отделение на Института по океанология при АН на СССР (впоследствие Тихоокеански океаноложки институт) и Далекоизточния научноизследователски хидрометеорологичен институт, а в края на 1960-те години и Института по биология на моретата.
От 1915 г. към изучаването на Японско море пристъпват и японски научноизследователски учреждения, но системни изследвания те предприемат от средата на 1920-те години. През 1930-те години се провеждат експедиции на корабите „Сюмпу Мару“ (1928 – 38), „Синтоку Мару“ (1930 – 39) и др. От 1947 г. наблюденията на морето са провеждат основно по стандартни разрези.

## Национален атлас на Русия
- Японско море[3]